# Чупилко Михайло Купріянович
Михайло Купріянович Чупилко (15.08.1913 — 24.07.1944) — механік-водій самохідної артилерійської установки 713-го самохідного артилерійського Уманського полку, старшина. Герой Радянського Союзу.

## Біографія
Народився 15 серпня 1913 року в селі Горобіївка Канівський повіт Київської губернії Російської імперії (нині Канівського району Черкаської області). Українець. Закінчив 7 класів школи. У 1933 році разом з батьками переїхав до села Макарове Данилівського району Ярославської області. Був робітником у радгоспі «Горушка», продавцем у Даниловому. Потім жив у Криму, працював трактористом та комбайнером у радгоспі «Бій-Суковче» Джанкойського району.
У Червоній Армії з 1941 року. На фронті у Німецько-радянську війну із січня 1944 року. Бився на 2-му Українському та 1-му Білоруському фронтах.
Механік-водій самохідної артилерійської установки 713-го самохідного артилерійського полку 29-го стрілецького корпусу 48-ї армії 1-го Білоруського фронту старшина М. К. Чупилко відзначився 24 червня 1944 року в боях за населені пункти Колоси, Колотівка, Скачки та Поболове при ліквідації німецьких військ у «Бобруйському казані». Уміло маневруючи на полі бою, забезпечив екіпажу можливість вести влучний вогонь по вогневих точках супротивника та його живій силі. Під час бою за село Поболове екіпаж САУ перебрався через річку Добосна та захопив переправу, забезпечивши форсування річки рештою підрозділів. У цих боях екіпаж знищив 6 протитанкових гармат, 12 кулеметів, 3 мінометні батареї та до шістдесяти солдатів та офіцерів супротивника.
24 липня 1944 року у жорстокому бою біля села Кузава поблизу залізничної станції Черемха він згорів разом із самохідкою. Похований у місті Береза Брестської області. За іншими даними, був похований у селі Кузава, а після війни рештки його та інших загиблих під час визволення села воїнів перенесли на військовий цвинтар села Мілейчице, Сім'ятицького повіту Підляського воєводства Польщі. Ім'я Героя носять школи у селі Макарове Данилівського району Ярославської області, у селі Горобіївка.
Указом Президії Верховної Ради СРСР від 23 серпня 1944 року за мужність, відвагу та героїзм, старшині Чупилку Михайлу Купріяновичу посмертно присвоєно звання Героя Радянського Союзу.
Нагороджений орденом Леніна, медаллю. Ім'я М. К. Чупилка викарбовано на пам'ятному знаку героям-землякам у Каневі.